# Redi Hasa
Redi Hasa (ur. 7 grudnia 1977 w Tiranie) – albański wiolonczelista.

## Życiorys
Redi Hasa rozpoczął grę na pianinie w wieku 13 lat.
Po ukończeniu studiów na Uniwersytecie Sztuk w Tiranie został w 1996 roku zapisany do Konserwatorium w Tiranie, jednak z powodu niestabilnej wówczas sytuacji w Albanii opuścił kraj i dołączył do starszego brata mieszkającego we włoskim mieście Bari.
W 2010 roku założył duet z Marią Mazzottą. Zamieszkał w Lecce.

## Albumy
| Rok  | Album                       |
| ---- | --------------------------- |
| 2014 | Ura                         |
| 2017 | Novilunio                   |
| 2019 | Seven Days Walking: Day One |
| 2020 | The Stolen Cello            |